# 関節可動域
関節可動域（かんせつかどういき、Range Of Motion、ROM）は、関節における異常を発見するための検査法である。

## 臨床意義
関節可動域の制限因子を調べ、障害の程度を判定し、治療計画の樹立に対する資料を得、治療を進める上での必要な評価手段である。

## 身体の基本的運動

### 軸
- 骨軸 - 基礎となる骨の軸
- 基本軸（固定軸） - 基本となる軸で角度計を固定するための軸
- 移動軸 - 体が移動した場合の軸で角度計を動かすための軸

### 基本肢位
自然起立位で体幹・四肢の諸関節が取る肢位である。日本整形外科学会の表示法では解剖学的肢位を0゜としている。ただし、
前腕の回内、回外：手掌面が矢状面にある状態→0゜
肩関節の水平屈曲と水平伸展：外転90°位→0゜

### 良肢位（機能的肢位）
関節が動かなくなった場合に、日常生活動作において支障の少ない肢位のことである。肩関節は外転位60～80°、肘関節は屈曲位90°、前腕回内外中間位、手関節は背屈位10～20°、手指はテニスボールを握るような肢位、股関節は屈曲位15～30°、外転位0～10°、外旋位0～10°、膝関節は屈曲位10～20°、足関節は底屈位5～10°である。

### 基本的運動方向
体幹・四肢の運動については解剖学における運動の表現を参照
- 屈曲：矢状面で関節を前方に曲げる運動（膝・足趾関係を除く）
- 伸展：矢状面で関節を伸ばすことで屈曲位から基本肢位へ戻す運動
- 過屈曲：矢状面で基本肢位から伸展位と反対に関節を伸ばす運動
- 過伸展：矢状面で基本肢位から屈曲位と反対に関節を曲げる運動
- 外転：前額面で四肢が身体から離れる運動。手指・足趾では中指・中趾から離れる運動
- 内転：前額面で四肢が身体に近づける運動。手指・足趾では中指・中趾に近づける運動
- 過外転：前額面で上腕を上方に向ける運動
- 過内転：前額面で上腕を上方に向ける運動
- 回旋：肩や股を回す運動
- 過回旋：肩や股を過剰に回す運動
- 外旋：骨を中心軸として前方から外方に回す運動
- 内旋：骨を中心軸として前方から内方に回す運動
- 水平屈曲（内分回し）：水平面で腕を後方から前方へ動かす運動
- 水平伸展（外分回し）：水平面で腕を前方から後方へ動かす運動
- 回外：前腕においては手掌を前方または上方に向けるように動かす運動。下腿においては中足足根関節での内転と踵の内反を兼ねた運動
- 回内：前腕においては手掌を後方または下方に向けるように動かす運動。下腿においては中足足根関節での外転と踵の外反を兼ねた運動
- 側屈：前額面で体幹を左右方向へ曲げる運動
- 過側屈：前額面で体幹を過剰に曲げる運動

### 参考可動域
各関節での諸運動における生理的な運動範囲

### 測定方法
角度計を計測する軸心（関節の中心）に当て、固定バーを固定軸の骨軸、移動バーを移動軸の骨軸に合わせ、動かす前の角度を測定する。最大可動域まで5゜刻みで自動運動させる。毎回同じ方法で測定し、正常値と比較する他、健側と比較する。

### 記録の方法
基本肢位での関節角度と自動運動による最大可動域を5゜刻みで記録する。関節痛がある時はP（Pain）、筋に痙性がある時はS（Spastic）と記入する。